# Châtenois-les-Forges
Châtenois-les-Forges è un comune francese di 2 783 abitanti situato nel dipartimento del Territorio di Belfort nella regione della Borgogna-Franca Contea.

## Società

### Evoluzione demografica
Abitanti censiti